# Bitwy o Ras al-Unuf
Bitwy o Ras al-Unuf – zbrojne starcia stoczone w dniach 4–10 marca 2011 między libijską armią rządową wspieraną przez zagranicznych najemników a rebeliantami podczas libijskiej wojny domowej na froncie wschodnim. Powtórne starcia rozegrały się tam 27 oraz 30 marca podczas ofensyw walczących stron.

## Tło
15 lutego 2011 w Libii rozpoczęły się masowe antyrządowe protesty. W dniach 2-3 marca stoczona została I bitwa o Marsa al-Burajka. Siły Kaddafiego przegrały bitwę i opuściły miasto. 4 marca dotarły one do miasta Ras al-Unuf, gdzie starały się odeprzeć silny napór rebeliantów. Oba miasta dzieli odległość 129 kilometrów. W mieście Ras al-Unaf mieści się rafineria, dlatego miasto było strategicznym celem dla obu stron.
Miasto było pod kontrolą rebeliantów, po buncie który miał miejsce 21 lutego. Wówczas żołnierze przeszli na stronę demonstrantów.

## Bitwa
W nocy 4 marca wybuchły walki o rafinerię w Ras al-Unuf. W czasie walk siły rządowe używały ciężkiej broni oraz wsparcia lotniczego. Wieczorem powstańcy jednak utrzymali kontrolę nad miastem Ras al-Unuf. W walkach zginęło według różnych danych od 6 do 16 rebeliantów, a 31 zostało rannych. W czasie walk dochodziło do samosądów wśród wojsk Kaddafiego. Przeprowadzano egzekucje 20 żołnierzy, którzy odmówili wykonania rozkazu strzelania do rebeliantów. Łącznie zginęło 25 żołnierzy.
Cały poranek 5 marca był umiarkowanie spokojny. Jedynym incydentem było zestrzelenie przez rebeliantów krążącego nad miastem helikoptera. W Su-24MK zginęło dwóch jego pilotów. Po tym wydarzeniu doszło po południu do niewielkich starć. Miasto było w pełni kontrolowane przez powstańców.
6 marca w nocy w Ras al-Unuf kontynuowano walki. Siły rządowe przed godziną 9:00 przeprowadziły nalot. Jeden z helikopterów został zestrzelony i wpadł do morza. Według gazety Asharq al-Awsat, oba zestrzelone samoloty w Ras al-Unuf były maszynami pochodzącymi z Syrii. Tamtejszy rząd jednak zaprzeczył tym informacjom.
7 marca przed godziną 10 czasu lokalnego (11. czasu polskiego) libijskie lotnictwo ponownie zbombardowało miasto. Rebelianci próbowali zestrzelić myśliwce z dział przeciwlotniczych. Będący na miejscu wydarzeń dziennikarze, podali, że nie udało im się tym razem żadnego zestrzelić.
8 marca miasto zostało po godzinie 11. czasu lokalnego (12. czasu polskiego) czterokrotnie zbombardowane. Pociski spadały na dzielnice mieszkalne. Kolejne bombardowania wypchnęły rebeliantów z miasta ku wybrzeżu.
9 marca po południu Ras al-Unuf ponownie bombardowano. Miasto poddano atakowi artyleryjskiemu. Zginęły co najmniej dwie osoby, a 17 zostało rannych.
10 marca lotnictwo Kaddafiego kontynuowało w południe bombardowanie. Wystrzelono 50 rakiet. Jeden z pocisków spadł na dom mieszkalny. Ok. godz. 15:30 czasu lokalnego (16:30 czasu polskiego) rebelianci w wyniku wymiany ognia opuścili miasto. W nocy 11 marca do miasta wjechały rządowe czołgi wysadzone na brzeg w trakcie desantu morskiego. Po zdobyciu miasta w Ras al-Unuf stacjonowało ok. 150 żołnierzy i 3 czołgi. 12 marca libijskie siły zbrojne wyparły w nocy rebeliantów z rejonu rafinerii naftowej na odległość 20 km ku miejscowości Uqayla. Przedstawiciele rządu oprowadzali zagranicznych dziennikarzy po mieście, by potwierdzić jego odbicie.

## Dalsze walki
Po zajęciu Ras al-Unuf i Marsa al-Burajki wojska rządowe skierowały się na Bengazi – ostatni bastion rebeliantów, zajmując po drodze kilka portów naftowych. Jednak interwencja koalicji zatrzymała siły rządowe pod Bengazi 19 marca.
26 marca rozpoczęła się kontrofensywa rebeliantów. Tego dnia podjęli ponowny marsz na zachód. O godzinie 19 czasu lokalnego (18:00 czasu polskiego) powstańcy zdobyli Marsa a-Burajka, a siły Kaddafiego wycofały się z miasta w stronę Ras-al-Unuf.
Rebelianci do Ras al-Unuf dotarli ponownie 27 marca ok. godz. 13:30. Siły Kaddafiego stawiły niewielki opór i szybko zostały odrzucone na zachód od miasta.
Tego samego dnia rebelianci odbili Bin Dżawad. 28 marca ich ofensywa została powstrzymana pod Syrtą. Rozbici powstańcy rozpoczęli odwrót. Wówczas z natarciem na wschód wyszli lojaliści. 29 marca odbili Bin Dżawad.
Wojsko 30 marca zaatakowało buntowników rakietami Grad o zasięgu 40 km. Po intensywnym ostrzale przed południem rebelianci ponownie opuścili miasto.